# Black mouth cur
Black Mouth Cur, znany również jako BMC, Blackmouth Cur, Southern Cur – rasa psa pracującego wielkości od średniej do dużej, wywodząca się ze Stanów Zjednoczonych.
Brak jest oficjalnej polskiej nazwy, a nazwa angielska nie tłumaczy się dobrze wprost, ponieważ w najczęstszym swoim znaczeniu słowo cur oznacza „kundel”, a Black Mouth Cur jest rasą czystej krwi. W tym wypadku cur w nazwie jest skrótem od ang. cur-tail, będącego określeniem używanym wobec psów z krótkim, atroficznym ogonem (zwanym również bobtail), jakim odznaczało się wielu przodków rasy i do dziś niektórzy jej przedstawiciele. W dosłownym tłumaczeniu byłby to zatem „króciak czarno-usty”, w wolnym tłumaczeniu uwzględniającym główną funkcję użytkową i pochodzenie rasy: Amerykański Gończy Czarnopyski.
W USA, zwłaszcza w stanach południowych, wyróżnia się kilka ras typu cur, m.in. Black Mouth Cur, Blue Lacy, Catahoula Leopard dog, Mountain Cur, Stephens Cur, Treeing Cur czy Treeing Tennessee Brindle. Ponadto, Black Mouth Cur występuje w kilku różnych pod względem wyglądu i cech użytkowych odmianach, wywodzących się z wysokocenionych linii hodowlanych, m.in. Ladner (Yellow), (Original) Southern (Red), Howard (Carnathan)’s Bruno (Southern), Weatherford’s Ben Texas czy Foundation. Większość linii ukierunkowana jest na ich zdolności myśliwskie, jednak istnieją również odmiany ukierunkowane na pracę pastersko-stróżującą.
Z uwagi na wysoką inteligencję, lojalność, długość życia i relatywnie niewiele typowych chorób oraz niewielkie wymagania pielęgnacyjne, psy te są coraz częściej wybierane jako psy rodzinne – do towarzystwa (od zawsze były użytkowane jako pracująco – rodzinne, tj. użytkowe, ale żyjące blisko rodziny).

## Historia
Istnieje wiele opowieści o pochodzeniu rasy, których cechą wspólną jest to, że rasa została wyhodowana na południu Stanów Zjednoczonych na początku osadnictwa w tamtym rejonie, jako wszechstronne psy pracujące, które wspomagały ludzi w polowaniach i obronie inwentarza oraz odegrały ważną rolę w migracji na Dziki Zachód. Do najczęściej podawanych źródeł pochodzenia rasy należą stany Tennessee oraz Missisipi. Wśród prawdopodobnych przodków rasy upatruje się wiele psów pracujących przywiezionych przez osadników europejskich, w tym m.in. wymarłego angielskiego cura, psy myśliwskie – w tym psa św. Huberta, owczarki – w tym owczarka belgijskiego Malinois oraz molosowate – w tym boksera.
W 1987 roku powstał klub rasy National Southern Black Mouth Cur Breeders Association, aby wspierać rasę, a w 1998 roku rasa została uznana przez United Kennel Club – drugą co do wielkości po FCI międzynarodową organizację kynologiczną.
W ciągu swego ponad 200-letniego istnienia rasa ta, o dużych walorach użytkowych, została rozprzestrzeniona po całym świecie, jednak z uwagi na niską globalną świadomość o rasie niewiele jest zarejestrowanych psów i hodowli poza południem Stanów Zjednoczonych.

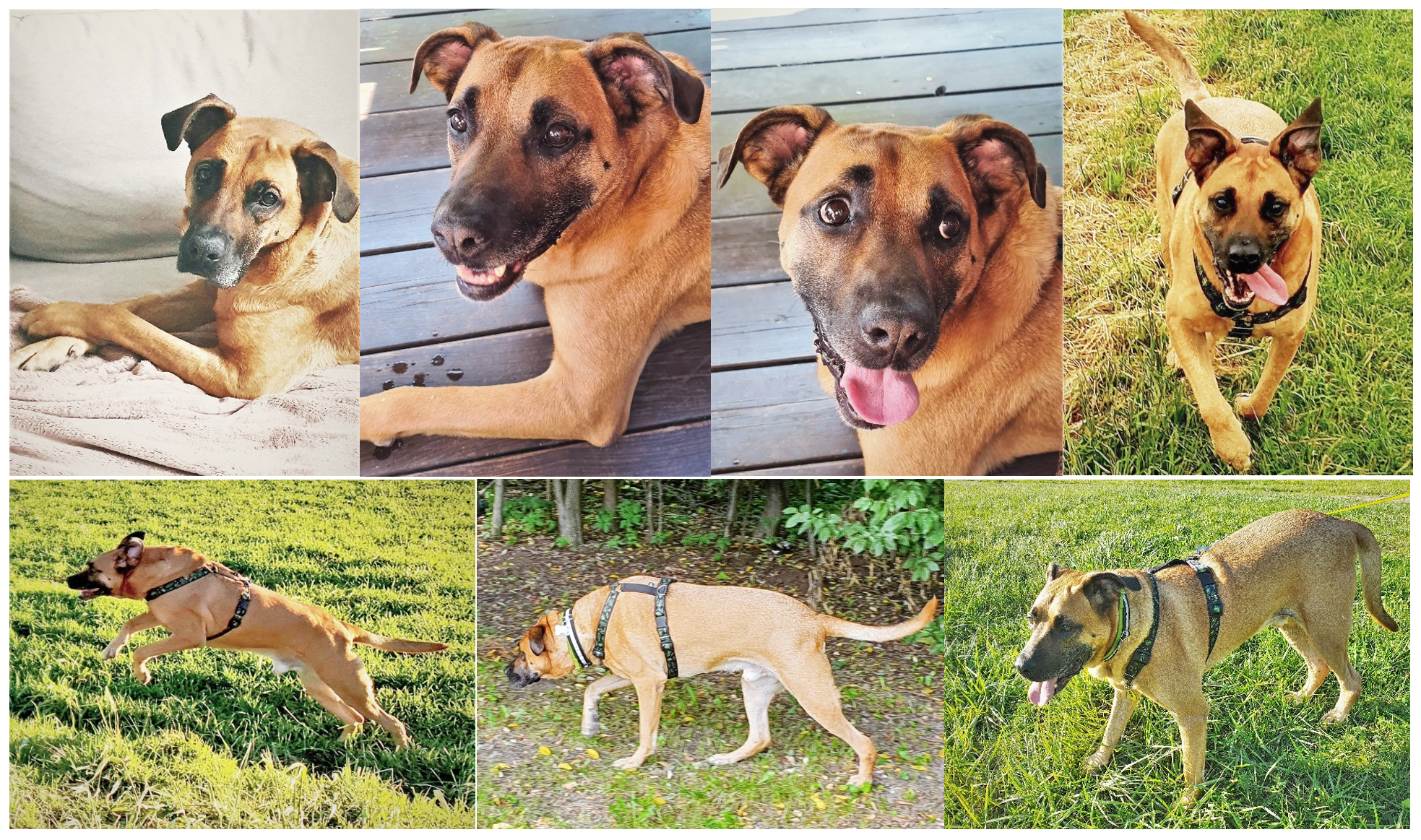
Polski pies w typie Black Mouth Cur o nieznanym rodowodzie – jeden z wielu „żywych dowodów” na szerokie rozpowszechnienie rasy na świecie

## Wzorzec rasy

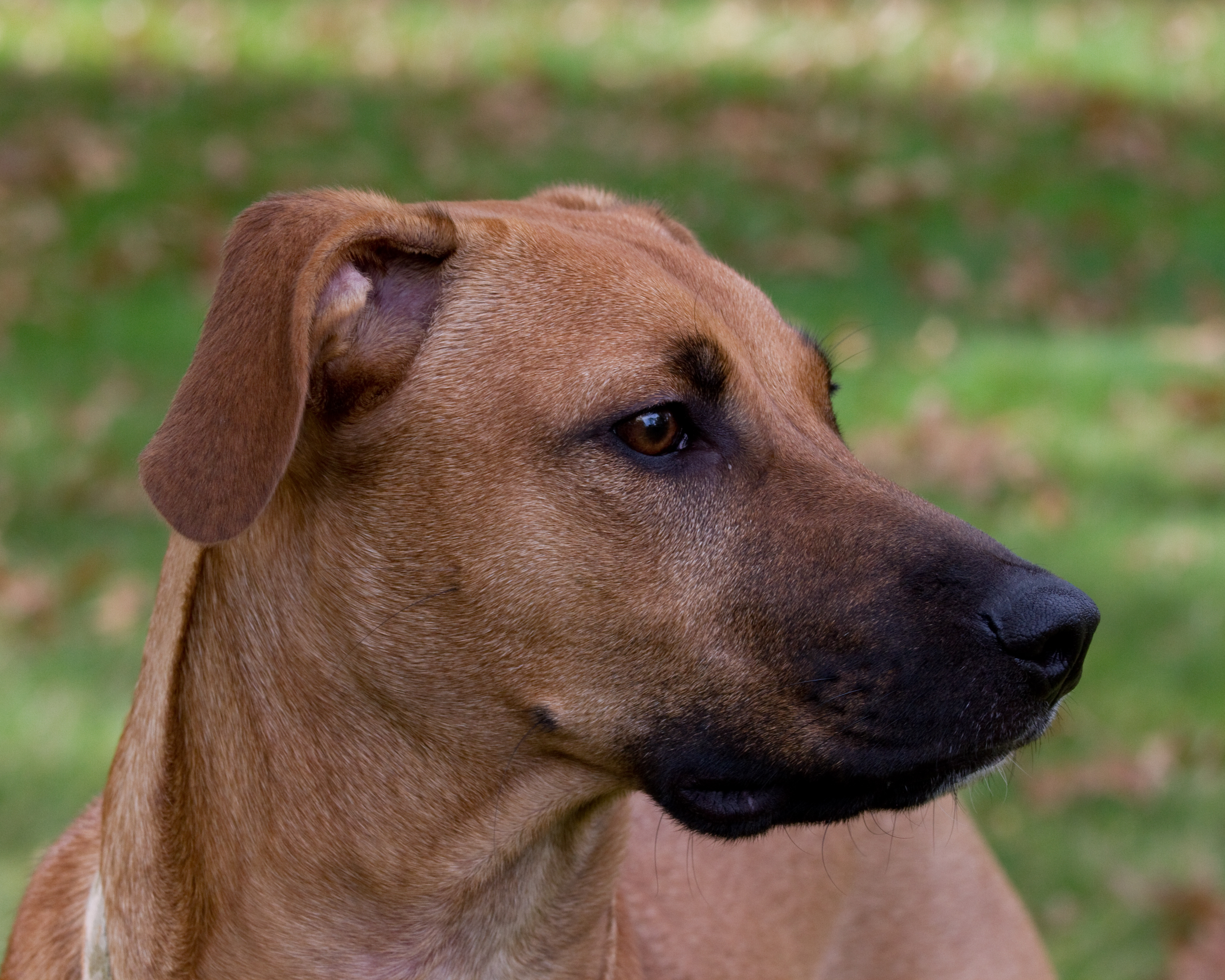
Black Mouth Cur ukazujący typową silnie zmelanizowaną maskę na pysku, brwiach i w mniejszym stopniu na uszach.

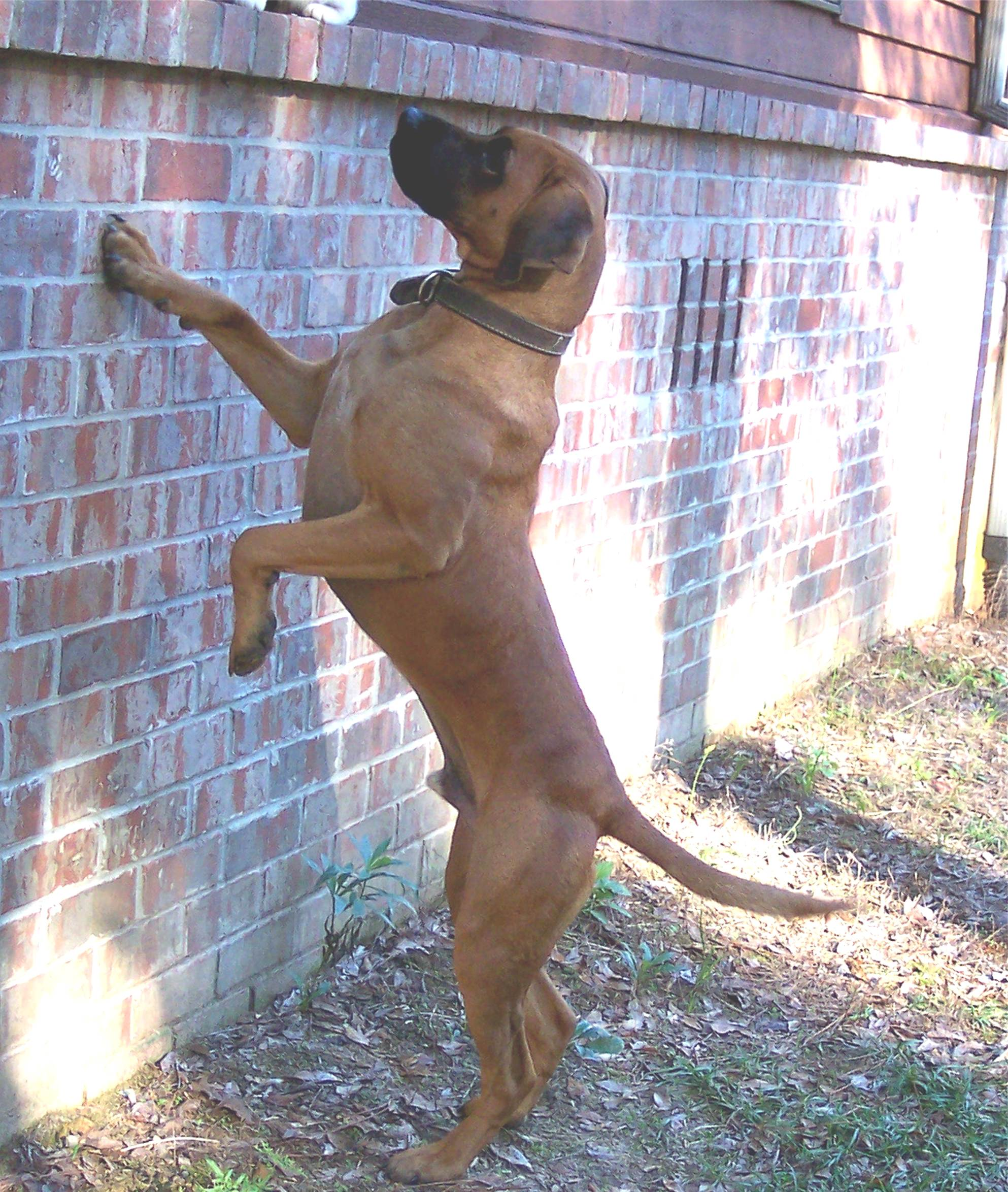
Southern Red Black Mouth Cur

### Wygląd ogólny
Średniej wielkości, potężny i zwinny pies gończy. Nadrzędną charakterystyką jest umiarkowanie w każdym aspekcie i balans pomiędzy siłą, zwinnością i wytrzymałością oraz walory użytkowe. Profil psa jest kwadratowy lub ma nieznacznie dłuższy tułów niż wysokość w kłębie (UKC), wg CKC stosunek długości do wysokości powinien mieścić się w przedziale od 10:8 do 10:9, przy czym suki mogą być nieco dłuższe. Nogi są wystarczająco długie, aby zapewniać szybkie i zwinne poruszanie się w trudnym terenie. Wyraz pyska pewny siebie, inteligentny, czujny, spostrzegawczy i ekspresyjny.
Najbardziej charakterystyczne dla rasy wydają się być proporcjonalna, silna, kwadratowa sylwetka, wysoko osadzone szerokie u podstawy i krótkie opadające uszy oraz często (aczkolwiek nie zawsze) występująca charakterystyczna czarna maska wraz z pigmentacją warg, dziąseł i powiek i niekiedy uszu.

### Temperament
Śmiały, czujny, chętny do współpracy z właścicielem i niezbyt przyjazny wobec obcych, ale ufny i kochający wobec właściciela. Jako wyjątkowo dobry myśliwy ma silne popędy łowieckie i wymaga rodzin które zapewnią mu „pracę” i upust energii, choćby w postaci sportu – w takim wypadku będzie lojalny, dobrze ułożony i przewidywalny. Łączy w sobie odwagę i wytrwałość z silnym zapałem do pracy. Jest bardzo lojalny i obronny wobec właściciela i rodziny. Rasa znana jest z silnego przywiązania do rodziny i otaczania szczególną opieką „swoich” dzieci. Jest instynktownie nieufny wobec obcych i może przejawiać zachowania terytorialne oraz nadmiernie obronne wobec zasobów materialnych. Aby zapobiec problemom behawioralnym należy pilnować wczesnej socjalizacji i treningu posłuszeństwa oraz regularnej „pracy” zapewnianej psu do wykonania. Niesprowokowana agresja lub bojaźliwość wobec ludzi stanowi wadę dyskwalifikującą.

### Charakterystyka użytkowa
BMC to szybki i zapalczywy myśliwy, polujący z użyciem wzroku, słuchu i węchu. Ciche tropowce są preferowane, chociaż na bardzo gorącym szlaku dopuszczalna jest postawa na wpół otwarta, nigdy w pełni otwarta jak u ogarów (? ang. hound). Dopuszczalny niski głośny szczek, dzwoniący okrzyk lub delikatne jodłowanie po nagonieniu zwierzyny, nigdy w pełni rozszczekany. Ma silny instynkt gończy oraz jest odważnym i skutecznym zagryzaczem schwytanej zwierzyny. Prezentuje dużą chęć do polowania na wiewiórki, szopy czy rysie, dobrze nadaje się również do polowań na pumy, niedźwiedzie i dziki. Musi umieć pracować w pojedynkę i współpracować z innymi psami.
Ich wrodzona chęć do zadowalania właściciela sparowana z wysoką inteligencją powodują coraz większą popularność rasy w sportach takich jak agility, search-and-rescue oraz obedience. Jego instynkty sprawiają także, że jest dobrym psem stróżującym oraz pasterskim.

### Głowa
Szeroka z umiarkowanie zaznaczonym stopem i umiarkowanie szeroką kufą. Czaszka płaska lub delikatnie wypukła z profilu, z bruzdą pośrodkową zanikającą ku tyłowi, równie długa co szeroka (mierzona przed uszami), delikatnie zwężająca się do przodu i tworząca z grzbietem kufy równoległe płaszczyzny, lub tylko nieznacznie zbieżne; głowa ogólnie proporcjonalna do reszty ciała i emanująca siłą, bez nadmiaru mięśni lub skóry.

### Oczy
Średnie lub duże, osadzone szeroko, mogą być zielone, żółte (bursztynowe) lub brązowe – od jasnego do ciemnego brązu. Kształt owalny do migdałowatego. Szpary powiekowe zwarte, w kolorze pasującym do warg. Oczy nierzadko dwukolorowe (wada), rzadko niebieskie (poważna wada). Nigdy wyłupiaste lub zapadnięte.

### Uszy
Osadzone wysoko, o szerokiej podstawie, długości krótkiej do średniej, opadające. Nigdy nie powinny być długie obwisłe, stojące ani półstojące.

### Kufa
Umiarkowanie szeroka z dobrze zaznaczoną żuchwą, zwartymi wargami. Idealny stosunek długości kufy do długości czaszki od 4:5 do 1:1. Z wyłączeniem psów o jasnym umaszczeniu, charakterystyczna dla rasy jest również silniejsza niż zwykle pigmentacja warg i dziąseł (ale nie języka), która może być ciemnobrązowa, czarna, szara lub niebieska.

### Nos
Trufla szeroka i lekko wystająca do przodu z dobrze rozwartymi nozdrzami. Preferowany kolor czarny, ale dopuszczalny czerwony lub brązowy (pasujący do umaszczenia) u psów o jasnym umaszczeniu.

### Zęby
Kompletny zestaw 42 równorozstawionych białych zębów tworzących zgryz nożycowy. Przodozgryz i tyłozgryz są wadami dyskwalifikującymi. Dopuszcza się zgryz cęgowy i odwrócony nożycowy.

### Szyja
Umiarkowanej długości, nieco łukowata, silna i bardzo dobrze umięśniona, wyraźnie rozszerzająca się od głowy w kierunku tułowia i płynnie przechodząca w barki. Nadmiar skóry (łałok) jest niepożądany.

### Tułów
Klatka piersiowa głęboka i szeroka, ale nigdy szersza niż głębsza, mostek sięgający do łokci. Od przodu klatka piersiowa muskularna i szeroka (co najmniej 10 cm szerokości pomiędzy przednimi kończynami u mniejszych osobników). Grzbiet szeroki, umiarkowanie długi, płaski, mocny, silnie umięśniony, przechodzący w płaskie lub nieco wysklepione, jędrne lędźwie. Talia nieznaczna do umiarkowanej, jednak wykazująca jędrność i brak jakichkolwiek cech obwisłości lub nadwagi. Zad szeroki, silny, delikatnie opadający. Obręcze barkowa i biodrowa proporcjonalne do siebie, łopatki silnie ściągnięte do tyłu. Łopatka stosunkowo długa, w przybliżeniu równa długości ramieniu i przedramieniu. Wnętrostwo stanowi wadę dyskwalifikującą.
Kończyny
Kończyny przednie proste, równoległe, silne, z mocnymi okrągłymi kośćmi; łokcie blisko tułowia, jednak bez ograniczenia ruchomości; pęciny krótkie, proste, mocne i sprężyste. Kończyny tylne – udo i podudzie stosunkowo długie, równej długości lub udo dłuższe od podudzia, o dobrze zaznaczonych kątach, mocnych kościach i silnie umięśnione; pęciny krótkie, proste, mocne i równoległe do siebie oraz prostopadłe do podłoża. Stopy umiarkowanej wielkości, zwarte i dobrze wysklepione, okrągłe lub owalne, z dużymi i twardymi, dobrze amortyzowanymi opuszkami; palce mogą być sieciowane (błoną międzypalcową); ostrogi pojedyncze lub podwójne.

### Ogon
Ogon osadzony niewysoko, dowolnej długości i kształtu – prostego, lekko łukowatego, szablowatego, sierpowatego, esowatego (pump-handled), chociaż niektóre rejestry (UKC) podają, że powinien być prosty, a inne (NKC) wykluczają bobtail. Nie powinien być przycinany.

### Sierść
Szata krótka i ściśle przylegająca, gęsta, od szorstkiej do bardzo delikatnej i lśniącej, nie powinna być druciana ani długa (poważne wady), może być nieco dłuższa na karku i ogonie, podszerstek gęsty i miękki. Umaszczenie – wszystkie odcienie żółtego, brązowego, czerwonego/rudego i moręgowatego z silnie zmelanizowaną maską (preferowane) lub bez niej; psy z maską często określane są jako jeleniowate (buckskin) lub płowe (fawn). Ciemna maska melaninowa często rozciąga się również na brwi i w mniejszym stopniu uszy, dając charakterystyczny, bardzo ekspresyjny i bystry wygląd. Występują również kolory jednolite – czarne, wątrobiane, niebieskie, izabelinowe (jasne popielato-żółte) i srebrne. Dopuszcza się niewielkie (do 10%) ilości białej maści na brodzie, nosie, karku, klatce piersiowej, łapach i końcówce ogona. CKC rozpoznaje psy posiadające >10% białej szaty jako umaszczenie niestandardowe. Albinizm jest dyskwalifikujący. Dopuszcza się umaszczenia jasne (diluted) bez jakiegokolwiek śladu czarnej sierści, charakteryzujące się żółtą lub rudą sierścią, białymi pazurami i oczami w kolorze zielonym, żółtym lub jasnobrązowym.